# Bell 204/205
Bell 204 і 205 — цивільні версії військового вертольоту UH-1 Iroquois з одним двигуном з родини вертольотів Huey. Вони сертифіковані у категорії транспортних вертольотів і використовуються у різних галузях, в тому числі для запилення рослин, перевезення вантажів і повітряного пожежогасіння.

## Розробка

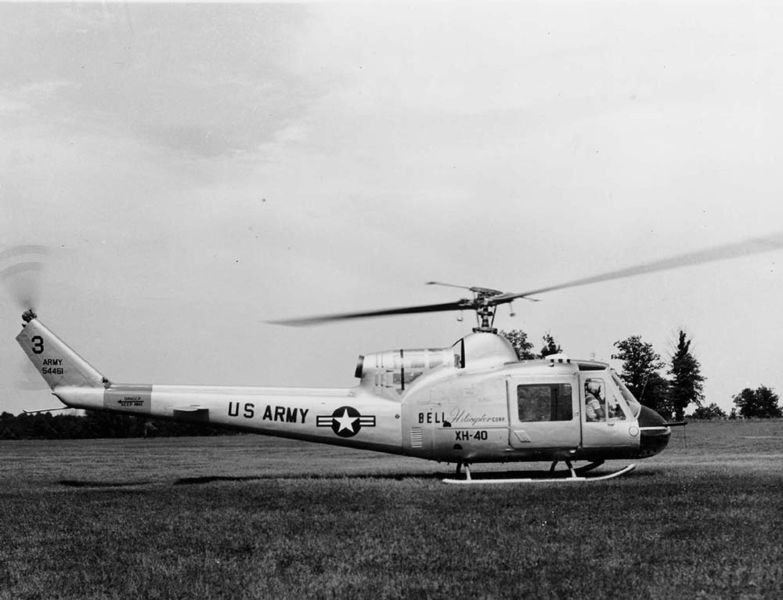
Bell XH-40, прототип UH-1 і Bell 204

Bell спроектувала Model 204 у відповідь на запит армії США у 1955 на багатоцільовий вертоліт. Модель 204 став великим кроком вперед у конструюванні вертольотів, він став першим вертольотом з газотурбінним двигуном. Газотурбінний двигун довів свою практичність у використанні на вертольотах через його низьку вагу і питому потужність, низьку витрату палива і не високу вартість обслуговування. Використання газотурбінного двигуна у 204 дозволило йому мати значне корисне навантаження і прийнятну швидкість, що в результаті зробило 204 і наступний 205 найуспішнішою серією західних вертольотів які було побудовано великою партією.
Цивільний 204B було вперше представлено у 1961. Наступник Model 205A-1 схожий на UH-1H, який, у порівнянні з 204, довший, ширший і має кращу продуктивність та більш потужний двигун.
До 1967 року було представлено понад 60 цивільних вертольотів Model 204B, інші екземпляри було побудовано Agusta-Bell до 1973. 12000 вертольотів Model 205 (в тому числі цивільний 205A-1) було побудовано Bell і Agusta-Bell до початку 1980-х. Чисельні військові 204 та 205 були перероблені для комерційного використання.

## Варіанти

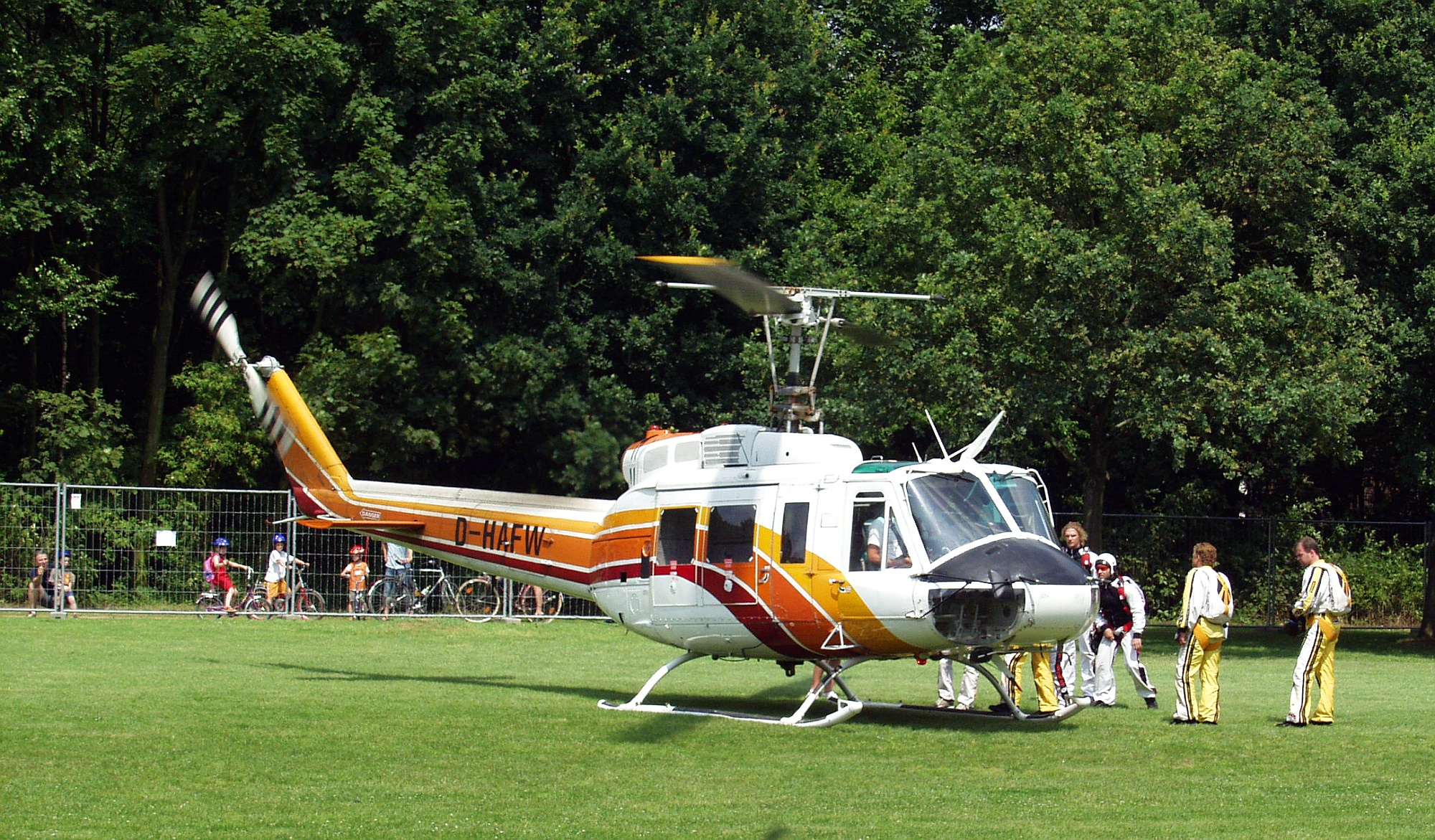
Bell 205A-1, перевозив парашутистів пд час Світових ігор 2005, Дуйсбург, Німеччина

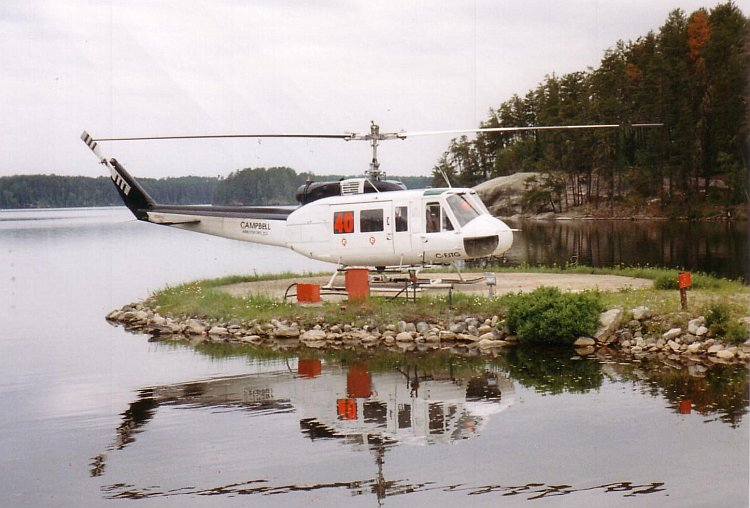
Пожежний Bell 205A-1 на озері Нім, Онтаріо, 1996

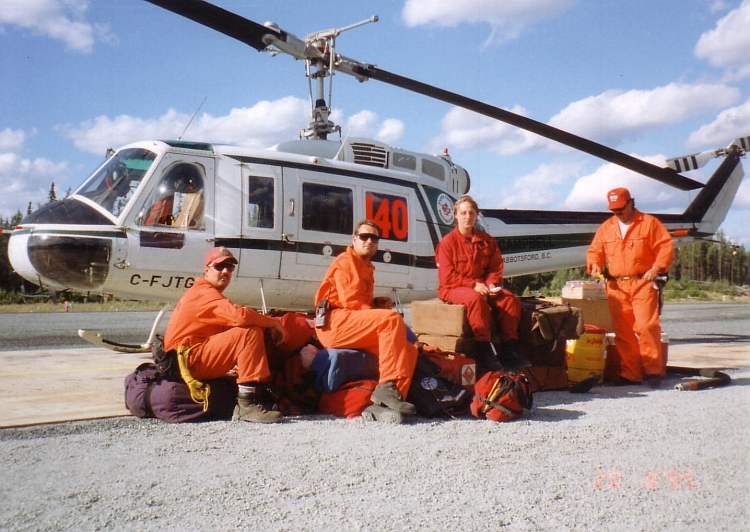
Пожежний Bell 205A-1 з пожежною командою на чергуванні у Сіу Лукаут, Антаріо, 1995

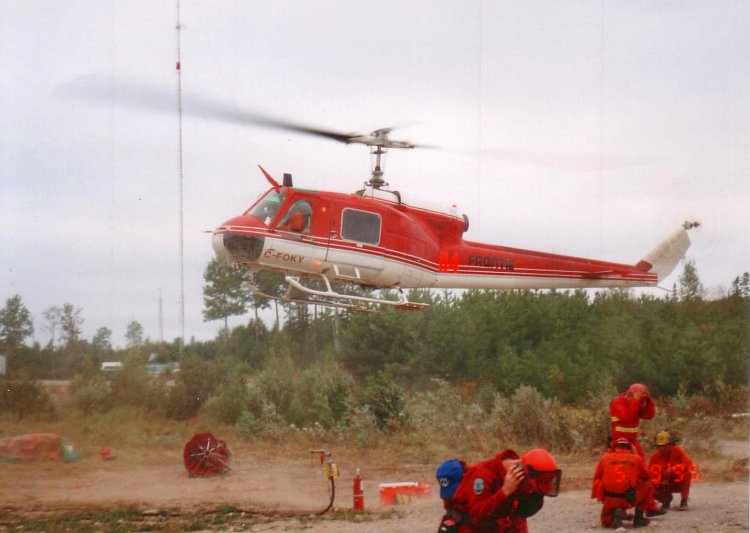
Bell 204B (покращений до моделі "C") сідає щоб забрати пожежників на пожежі 141, 1995

### Bell 204
Позначення компанії Bell Helicopter UH-1B.
- Bell 204B — Цивільний або військовий багатофункціональний транспортний вертоліт, перероблений з UH-1B. Має двигуни T53-09A, максимальна злітна вага 3855 кг, 10 пасажирів.[2]
- Agusta-Bell AB 204 — Цивільний або військовий багатофункціональний транспортний вертоліт. Побудований за ліцензією у Італії компанією Agusta.
- Fuji-Bell 204B-2 — Цивільний або військовий багатофункціональний транспортний вертоліт.Побудований за ліцензією у Японії компанією Fuji Heavy Industries. Використовувався СВ Японії під назвою Hiyodori.

### Bell 205
Позначення компанії Bell Helicopter UH-1H.
- Bell 205A — Цивільний або військовий багатофункціональний транспортний вертоліт. Має один двигун T53-11A, максимальна вага 3855 кг, максимум пасажирів, 14.[2]
  - Agusta-Bell 205 — Цивільний або військовий багатофункціональний транспортний вертоліт. Побудований за ліцензією у Італії компанією Agusta.
- Bell 205A-1 — Цивільний або військовий багатофункціональний транспортний вертоліт, початкова версія базується на UH-1H. Має один двигун T53-13A, максимальна вага 4300 кг (4762 на зовнішніх підвісках), максимум 14 пасажирів.[2]
  - Agusta-Bell 205A-1 — Модифікована версія AB 205.
  - Fuji-Bell 205A-1 — Цивільний або військовий багатофункціональний транспортний вертоліт. Побудована за ліцензією у Японії компанією Fuji.
- Bell 205B — рання версія Bell Модель 210 побудований наприкінці 1970-х; побудовано і продано лише п'ять. Мав ніс Модель 212 nose, покращений двигун T53-17, приводний вал K-Flex, лопаті несного гвинта від Модель 212, лопаті хвостового гвинта. Максимальна вага 4762 кг (5080 кг на зовнішніх підвісках), максимум 14 пасажирів.[2]
- Bell 210 — Позначення Bell Helicopters для переробленого UH-1H який продавали як новий вертоліт. Один двигун T53-17B, вага така ж як і у 205B.[2]

### Експериментальні моделі
- Agusta-Bell 205BG — Прототип з двома турбовальними двигунами Gnome H 1200.[3]
- Agusta-Bell 205TA — Прототип з двома турбовальними двигунами Turbomeca Astazous.[3]
- Bell 208 — у 1965 Bell експериментував з одним спареним двигуном Model 208 "Twin Huey", яким був UH-1D оснащений спареним двигунним модулем Continental XT67-T-1, який складався з двох турбін з загальною коробкою передач. Це був дослід який проводився на кошти компанії.[3]

### Оновлення
- 205A++ — Польове оновлення 205A з використанням двигуна T53-17 і гвинтів Моделі 212. Схожа на моделі 205B і 210.
- Advanced 205B — Запропоноване оновлення Японської версії.
- Global Eagle — Pratt & Whitney Канада назва модифікованого UH-1H новим двигуном PT6C-67D, модифікованим хвостовим гвинтом і інші незначні зміни які допомогли збільшити дальність і ефективне використовувати паливо ніж Bell 212.[4]
- Huey 800 — Оновлена комерційна версія, оснащена турбовальним двигуном LHTEC T800.

### Похідні моделі
- Bell 211 — HueyTug, комерційна версія UH-1C з оновленою трансмісією, більшим гвинтом, більшою хвостовою балкою, міцніший фюзеляж, підсилена система стабілізації і турбовальним двигуном потужністю 2650 к.с. (1976 кВт) T55-L-7.[5]
- Bell 212 — Позначення компанії Bell Helicopter для UH-1N.
- Bell 214 Huey Plus — Посилена розробка планера Bell 205 з більшим двигуном; оптимізований для умов роботи на великій висоті. Пізніше перероблений на важки Bell 214ST з двома двигунами.
- Bell 412 — Bell 212 з чотирилопатевою напівжорсткою системою несного гвинта.
- Panha Shabaviz 2-75 — іранський багатоцільовий вертоліт побудований Iranian Helicopter Support and Renewal Company.[6] Версія зворотної розробки Bell 205 яку продали уряду Мохаммеда Реза Пахлаві. Перший екземпляр було побудовано у 1998, а представлення відбулося наступного року.[6] Його виробляли у Ірані з 2002, а зараз він знаходиться на службі у іранських військових і уряду. Також було заявлено, що він може нести легке озброєння.

## Оператори

### Урядові оператори
Канада
- Національна дослідницька рада[7]

 Іран
- Повітряна поліція

 Таїланд
- Королівська поліція Таїланду[8][9]

 Республіка Китай

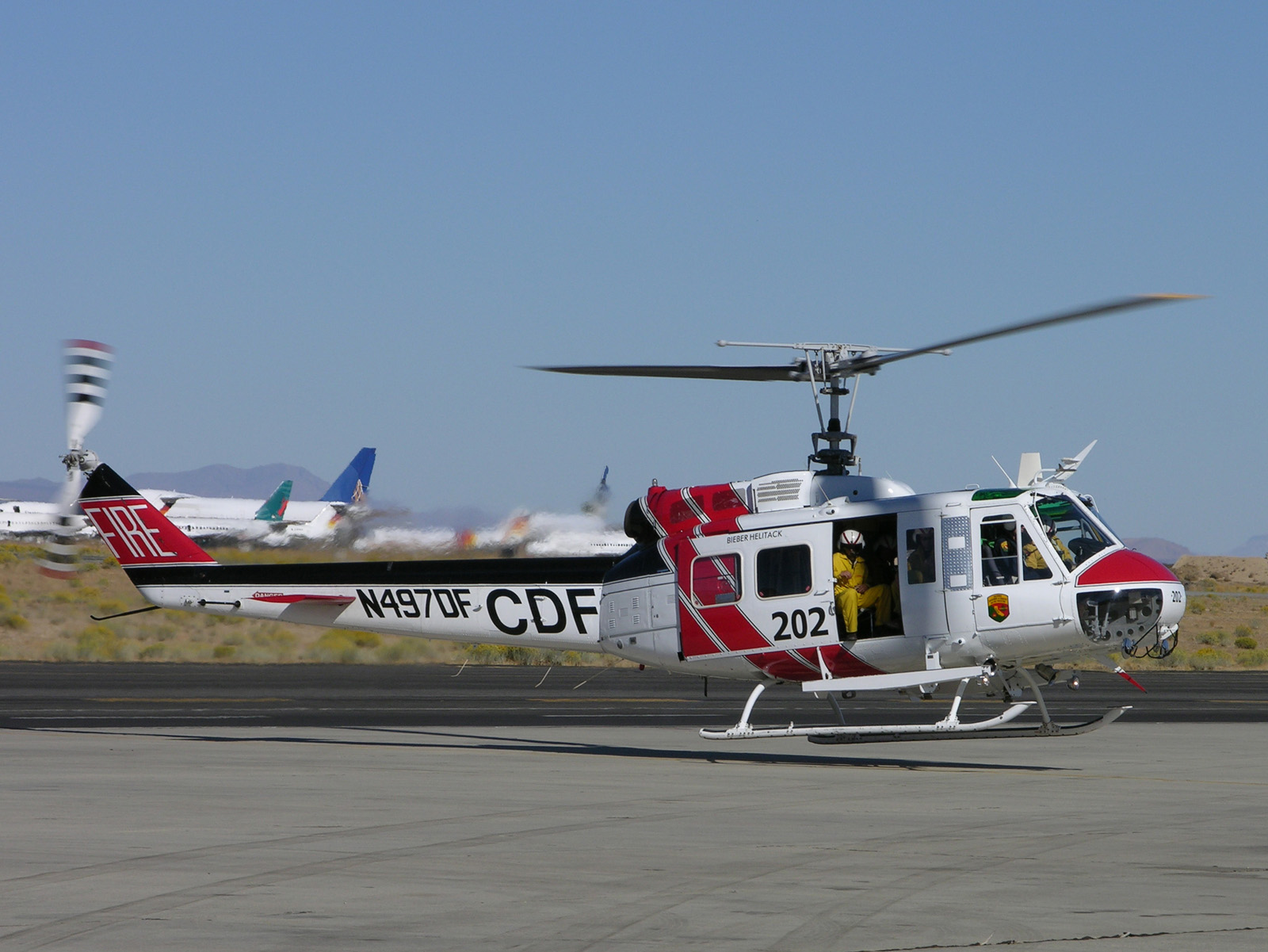
"Super Huey" Каліфорнійського департамента лісництва, колишній EH-1H, з пожежною командою у Бібер, Каліфорнія злітає з аеропорту Мохаве

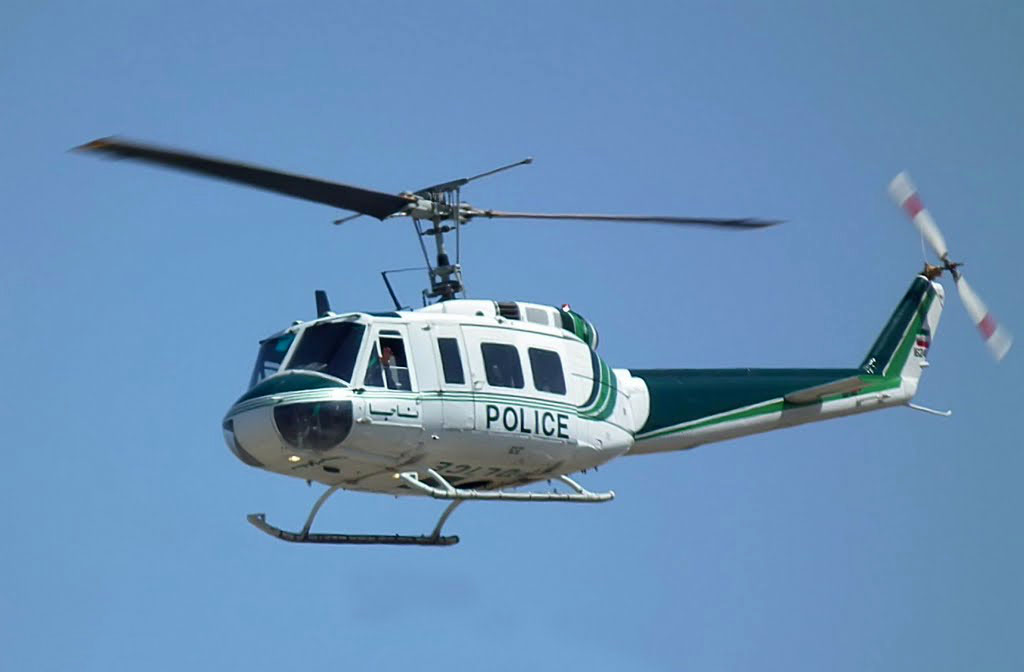
Вертоліт AB-205A повітряної поліції Ірану

- Національна поліція Республіки Китай[10]

 США

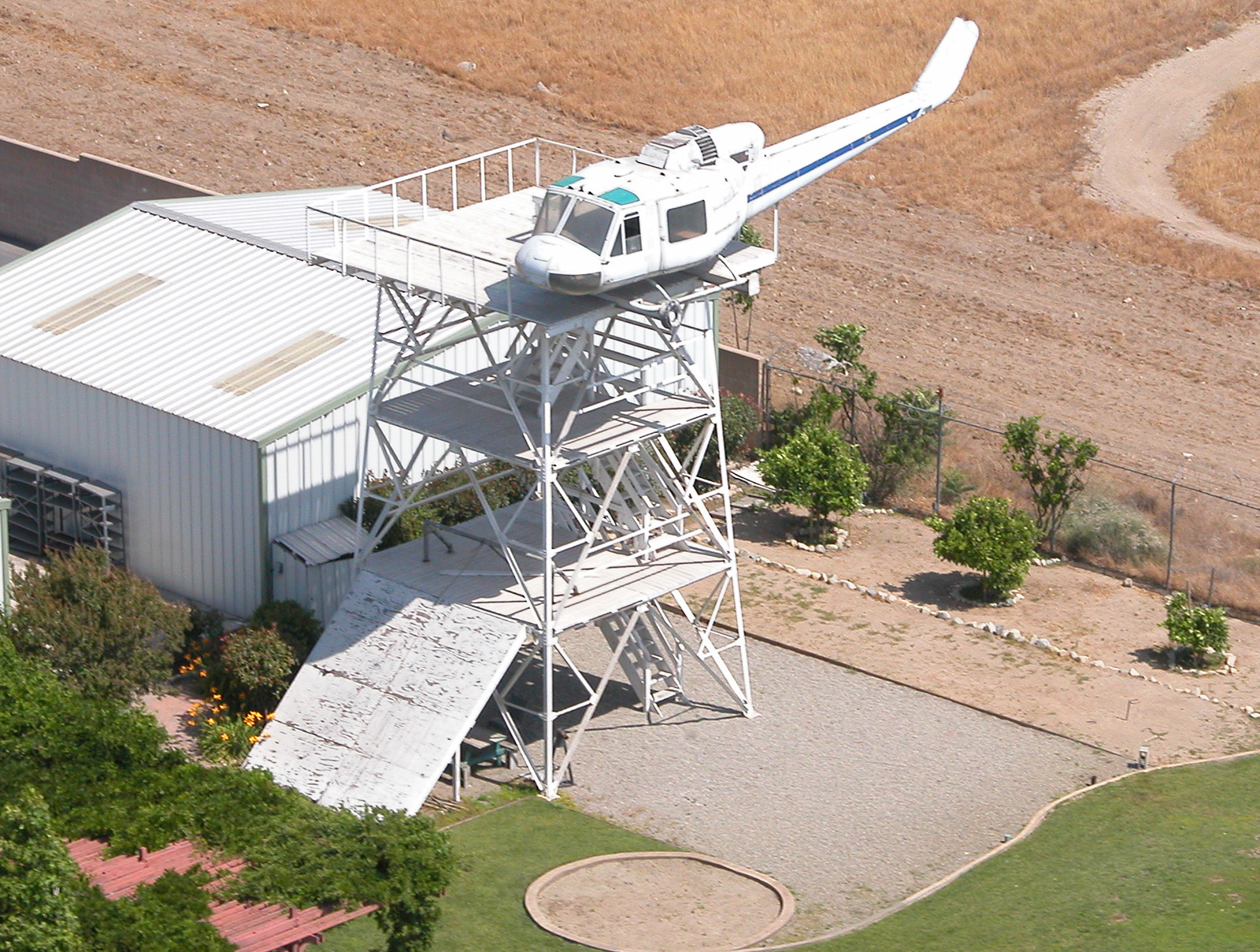
UH-1B використовується для навчання у швидкому спуску повітряним підрозділом шерифа Сан-Франциско у Ріалто,Каліфорнія

- Каліфорнійський департамент лісового господарства та пожежної охорони [11]
- Флоридський департамент лісового господарства[12]
- Пожежний департамент округи Керн [13]
- Департамент столичної поліції Лас-Вегаса[14]
- NASA[15][16]
- Пожежний підрозділ округу Орендж[17]
- Департамент шерифа округу Сан-Бернардіно [18]
- Департамент шерифа округи Сан-Дієго [19][20]
- Прикордонна служба США] [21][22]
- Департамент шерифа округу Вентура[23]
- Вашингтонський Державний департамент природних ресурсів [24]

## Льотно-технічні характеристики (204B)

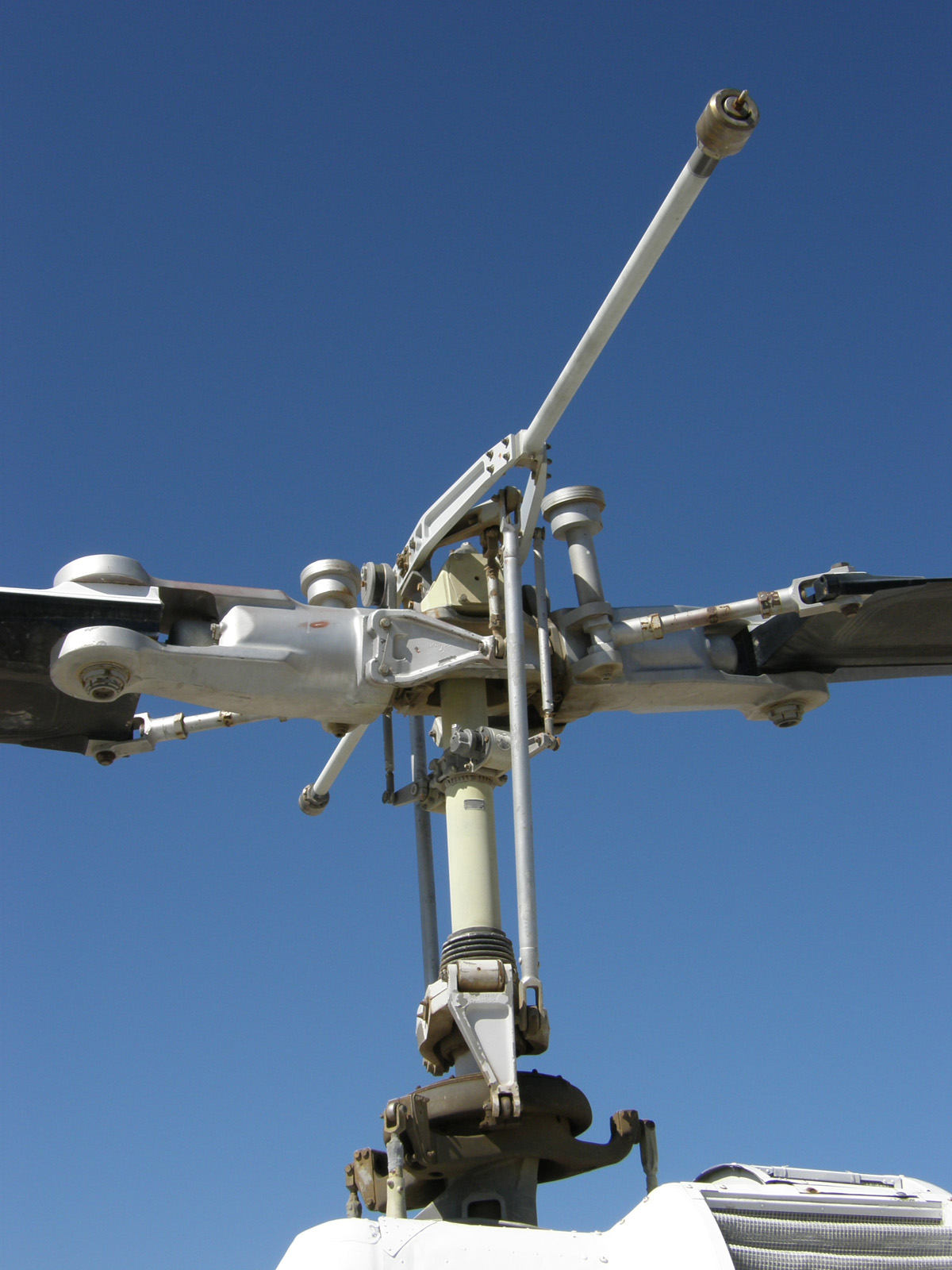
Голівка несного гвинта Bell 204

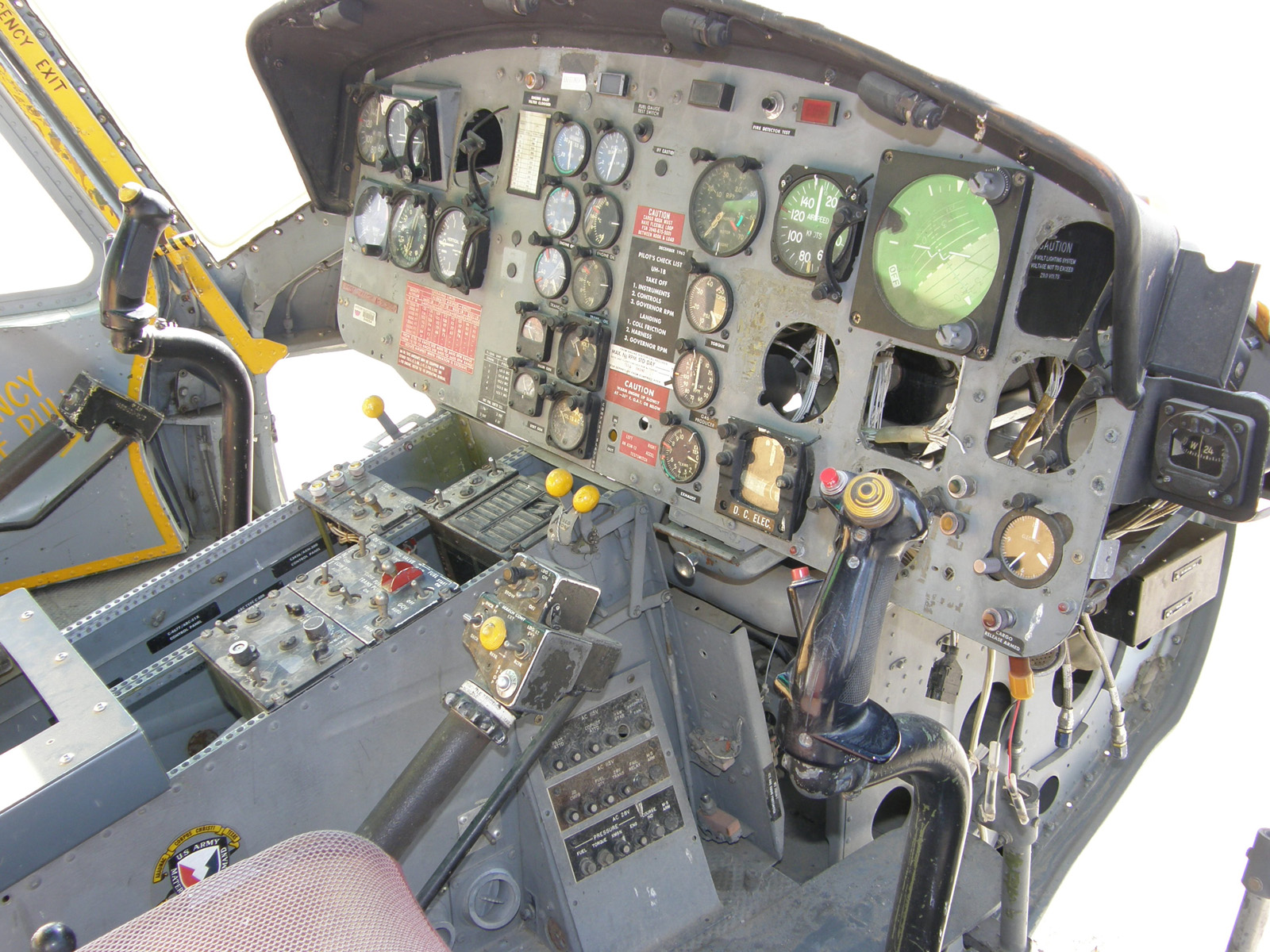
Інструментальна панель Bell 204

Джерело: The International Directory of Civil Aircraft 
Основні характеристики
- Екіпаж: 1-2
- Пасажиромісткість: 8-9 пасажирів
- Вантажопідйомність: 1360 кг з вантажем
- Довжина: 12,69 м
- Висота: 4,5 м
- Діаметр несучого гвинта: 14,63 м

- Площа обертання несучого гвинта: 168 м²
- Маса порожнього: 2085 кг
- Максимальна злітна маса: 4310 кг
- Силова установка: 1 × турбовальний Lycoming T53-L-11A  1100 кс ( 820 кВт)

Льотні характеристики
- Крейсерська швидкість: 205 км/год
- Практична дальність: 533 км
- Швидкопідйомність: 8,9 м/с